# Жонар, Сирил
Сирил Жонар (фр. Cyril Jonard; род. 3 февраля 1976 года, Лимож, Франция) — французский дзюдоист-паралимпиец. Чемпион летних Паралимпийских игр 2004 в Афинах, серебряный призёр летних Паралимпийских игр 2008 в Пекине, бронзовый призёр летних Паралимпийских игр 2024 в Париже.

## Биография
Начал заниматься дзюдо в городе Эмотье в возрасте 8 лет.
19 сентября 2004 года принял участие на летних Паралимпийских играх 2004 в Афинах в весовой категории до 81 кг и завоевал золотую медаль. В 1/8 финала победил ирландца Тони Уайта, в четвертьфинале — американца Марлона Лопеса, в полуфинале — россиянина Анатолия Власова, в финале — японца Юдзи Като.
8 сентября 2008 года принял участие на летних Паралимпийских играх 2008 в Пекине в весовой категории до 81 кг. В 1/8 финала победил иранца Амира Мирхассана Наттаджа, в четвертьфинале — венгра Габора Винце, в полуфинале — венесуэльца Рейнальдо Карвальо. В финале проиграл кубинцу Исао Крусу и завоевал серебряную медаль.
9 сентября 2016 года принял участие на летних Паралимпийских играх 2016 в Рио-де-Жанейро в весовой категории до 81 кг. В четвертьфинале проиграл британцу Джонатану Дрейну. В утешительном матче проиграл узбекскому дзюдоисту Шарифу Халилову и завершил выступление на Паралимпиаде.
7 сентября 2024 года в возрасте 48 лет участвовал на летних Паралимпийских играх 2024 в Париже в весовой категории до 90 кг (класс J1). В 1/8 финала победил иракца Таху аль-Гбури, в четвертьфинале — молдавского дзюдоиста Олега Крецула. В полуфинале уступил британцу Дэниэлу Пауэллу. В матче за третье место победил узбекского спортсмена Тургуна Абдиева и завоевал «бронзу» Паралимпиады-2024.

## Основные спортивные результаты
| Год  | Турнир                          | Место проведения | Категория    | Место |
| ---- | ------------------------------- | ---------------- | ------------ | ----- |
| 2004 | Летние Паралимпийские игры 2004 | Афины            | до 81 кг     | 1     |
| 2008 | Летние Паралимпийские игры 2008 | Пекин            | до 81 кг     | 2     |
| 2014 | Чемпионат мира                  | Колорадо-Спрингс | до 81 кг     | 5     |
| 2016 | Летние Паралимпийские игры 2012 | Рио-де-Жанейро   | до 81 кг     | 9     |
| 2018 | Чемпионат мира                  | Одивелаш         | до 81 кг     | 12    |
| 2022 | Чемпионат мира                  | Баку             | до 90 кг, J1 | 1     |
| 2024 | Летние Паралимпийские игры 2024 | Париж            | до 90 кг, J1 | 3     |
| 2025 | Чемпионат мира                  | Астана           | до 81 кг, J1 | 3     |